# 주머니자유꼬리박쥐
주머니자유꼬리박쥐(Nyctinomops femorosaccus)는 큰귀박쥐과에 속하는 박쥐의 일종이다. 멕시코와 미국 애리조나주, 캘리포니아주, 뉴멕시코주, 텍사스주에서 발견된다. 브라질자유꼬리박쥐와 유사하지만, 형태학적으로는 차이가 있다.